# Selliguea nigrovenia
Selliguea nigrovenia är en stensöteväxtart som först beskrevs av Hermann Christ och fick sitt nu gällande namn av S.G.Lu, Hovenkamp och M.G.Gilbert. Selliguea nigrovenia ingår i släktet Selliguea och familjen Polypodiaceae. Inga underarter finns listade.